# 大衆メディア
大衆メディア（たいしゅうメディア）は、広義な意味でメディアの中でも大衆を対象とした全ての商業的メディアを指す言葉。メディアの商業的・煽動的な一面を揶揄してこう呼ぶ事もある。
日本ではNHKや一部の出版社を除く多くのメディアは広義な意味での大衆メディアに含まれる。